# Toninho Andrada
Antônio Carlos Doorgal de Andrada (Rio de Janeiro, 21 de janeiro de 1961), mais conhecido como Toninho Andrada, é um político, advogado e professor universitário brasileiro. Atualmente está sem partido.
Possui pós-graduação em direito público pela PUC Minas. Foi professor licenciado de direito constitucional e ciência política.
É filho do Deputado Federal Bonifácio Andrada e irmão do Deputado Estadual Lafayette Andrada. É casado e pai de sete filhos. Foi o vereador mais votado e o prefeito eleito mais jovem de Barbacena, Deputado Estadual por duas vezes e Conselheiro do Tribunal de Contas de Minas Gerais, onde foi seu Presidente.[carece de fontes?]
Na Assembleia Legislativa de Minas Gerais foi Líder do então governador Aécio Neves. Renunciou ao mandato de deputado estadual em 2006 para assumir uma vaga no Tribunal de Contas do Estado de Minas Gerais.
Em 2012 abre mão de sua cadeira no Tribunal para concorrer ao cargo de Prefeito de Barbacena sendo eleito novamente com 31.255 votos.

Toninho Andrada também ocupou o cargo de Presidente da AMM (Associação Mineira de Municípios).

## Condecorações
- Medalha Santos Dumont - Grau Prata (outubro/1998)
- Medalha da Ordem do Mérito Legislativo - Grau Mérito Especial (1999)
- Medalha da Inconfidência - Grau Medalha Honra (abril/2000)
- Medalha de Mérito Legislativo da Câmara Municipal de Barbacena - Grau Ouro (2004).